# سوفی آمیاک
 سوفی آمیاک (فرانسوی: Sophie Amiach‎؛ زادهٔ ۱۰ نوامبر ۱۹۶۳) یک تنیس‌باز اهل فرانسه است.